# Basiliek van Sint-Pius X (Lourdes)
De Basiliek van Sint-Pius X is de grootste kerk van Lourdes in Frankrijk. De kerk maakt deel uit van het Heiligdom van Onze-Lieve-Vrouw van Lourdes. Lourdes is een belangrijke rooms-katholieke bedevaartsplaats. Volgens de Rooms-Katholieke Kerk is de Maagd Maria daar verschenen aan de heilige Bernadette Soubirous.

## Het gebouw
De basiliek werd ontworpen door de Franse architect Pierre Vago. Zij heeft de vorm van een omgedraaid schip en van een graankorrel. Dat laatste beeld is toepasselijk, omdat de basiliek ondergronds ligt. De vorm van de graankorrel verwijst naar het woord van Jezus, dat de graankorrel niet kan leven, tenzij hij in de akker sterft. De basiliek bevindt zich dicht bij de andere 3 basilieken van Lourdes. Zij ligt onder het plein voor de Rozenkransbasiliek.
De basiliek heeft een oppervlakte van 12.000 vierkante meter en biedt plaats aan 25.000 mensen.

## Inwijding
De basiliek werd op 25 maart 1958, het hoogfeest van Maria boodschap en het eeuwfeest van de verschijningen bij de Grot van Massabielle ingewijd door Angelo kardinaal Roncalli, de latere paus Johannes XXIII. 